# Too Hard to Swallow
Too Hard to Swallow ist das Debütalbum des US-amerikanischen Rap-Duos UGK. Es erschien am 10. November 1992 über die Musiklabels Big Tyme Records und Jive Records.

## Titelliste
1. Something Good – 5:27
2. Use Me Up – 4:29
3. Pocket Full of Stones – 6:09
4. Short Texas – 6:18
5. Cocaine in the Back of the Ride – 3:44
6. It’s Too Hard to Swallow – 5:19
7. Cramping My Style (feat. Infinity) – 4:45
8. Feel Like I’m the One Who’s Doin’ Dope – 6:17
9. I’m So Bad – 3:34
10. Trill Ass Nigga – 4:26
11. 976-Bun B – 2:48
12. Something Good (Pimp C’s Remix) – 4:34

## Rezeption

### Chartplatzierungen
Too Hard to Swallow platzierte sich in der Hitparade der Top R&B/Hip-Hop Albums auf Rang 37. In den offiziellen US-amerikanischen Album-Charts war das Debütalbum des Duos nicht vertreten.

### Kritik
Das deutsche Hip-Hop-Magazin Juice bewertete Too Hard to Swallow rückblickend im Rahmen eines Berichts über den Werdegang des Duos im Jahr 2011. Dabei wurde das Album mit vier von möglichen sechs „Kronen“ ausgezeichnet. In der von Marc Leopoldseder verfassten Kritik wird das Album als „wegweisender Grundstein“ bezeichnet, was etwa daran deutlich wird, dass später populäre Rapper wie Yelawolf aus dem Song Pocket Full of Stones zitieren. Der für UGK charakteristische Sound ist jedoch lediglich „in einem eher rudimentären Stadium zu hören.“ Zudem arbeiteten die beiden Hip-Hop-Musiker mit limitierter Technik, was sich zum Beispiel darin niederschlägt, dass in einigen Stücken „der Soul-Loop nicht so passgenau auf dem Drumpattern“ sitze.